# پلک گردل
پلک گردل روستاییست کوچک در دهستان ارکوازی بخش چوار شهرستان ایلام.